# Cambodjaans honkbalteam

Vlag van Cambodja.

Het Cambodjaans honkbalteam is het nationale honkbalteam van Cambodja. Het team vertegenwoordigt Cambodja tijdens internationale wedstrijden.
Het Cambodjaans honkbalteam hoort bij de Aziatische Honkbalfederatie (BFA). 